# Tamási
Tamási város Tolna vármegyében, a Tamási járás központja. A Szent Tamásról elnevezett, hozzávetőlegesen 8000 fős település mindössze 30 kilométerre található délre a Balatontól. A települést − mely 1984 óta visel városi rangot − a római korban alapították, a központban található katolikus templom pedig az ókori templom romjaira épült. Az 1525−1665 közötti időszakban a területet a betörő törökök foglalták el. Ebben a főként mezőgazdasági városban találhatók a vár romjai, amelyeket a hódító osztrákok döntően az 1848–1849-es szabadságharc után bontottak le. A várhegy tetején kilátó található, a város mellett pedig egy híres termálfürdő. 1945−1989 között a város határában lévő szovjet laktanyát a megszálló erők kivonulása óta lakóépületként hasznosítják.
Tamási fő turisztikai attrakciója a gyógy- és szabadtéri fürdő, Magyarország egyik leglátogatottabb gyógyfürdője. A kiváló természeti környezet, az egészségmegőrző víz minősége és a kiváló környezet Tamásit nemzetközi hírű fürdővárossá tette. A termálvíz 52 °C-os, különleges egészségjavító minősége a magas nátrium-, kalcium- és káliumkoncentrációnak köszönhető. A fürdő hét hektáros területe egész évben nyitva tart, szabadtéri és fedett medencéivel, továbbá külön a gyerekeknek fenntartott medencékkel. Tamásit 6 km hosszú kerékpárút köti össze délnyugati szomszédjával, Párival.
A környék természeti szépségei közül a legismertebb a Gyulaji erdő, amely korábban az Esterházy család tulajdonában volt. Az 1945−1989 közötti időszakban a budapesti párthivatalnokok itt szerveztek nagy vadászatokat, utána pedig nagy tivornyákat. Itt, mintegy 7,8 hektáros területén él a világ egyik legnagyobb dámszarvasállománya. A közeli Pacsmag-tó környékén vízimadarak és ragadozó madarak madármegfigyelésére szaktáborokat szerveznek, ornitológusok vezetésével.

## Fekvése
Tamási város Tolna vármegye északnyugati részén, a Somogy–Tolnai-dombság területén fekszik. A Kapos folyótól nyugatra eső kistájegységet Kelet-külső-somogyi-dombságnak nevezik, ettől keletre pedig a Sió–Sárvíz völgyéig a Tolnai-Hegyhát terül el. Tamási Külső-Somogy keleti felében van, a Koppány-völgyben.
A Kelet-külső-somogyi dombság jellemzően enyhén hullámos felszínű, széles és viszonylag egyenes dombhátakkal rendelkező terület, amit jellemzően észak−déli irányú kis patakok völgyei tagolnak. A tájegységet egy markáns nyugat−keleti irányú törésvonal, a Nagy-Koppány patak völgye vágja ketté. A Nagy-Koppány völgyének legmélyebb része Tamásinál 106 m tengerszint feletti magasságú, míg a város déli részén a Kis-Likas hegy eléri a 247 m tengerszint feletti magasságot is.
A dombvidéki területek felszíni kőzete megfelelő mésztartalmú lösz, amelyen kiváló, átlagosan 28,5 aranykorona (AK) értékű termőföldek alakultak ki. A patakvölgyeket jellemzően 100−200 méter széles öntéstalajú, vizenyős rétek, illetve galériaerdők kísérik. A Nagy-Koppány menti településekre jellemző, hogy a patak jobb oldalán a településektől délre húzódó dombokon szőlőhegyek vannak. Tamási kiemelkedően nagy szőlőhegyi területtel rendelkezik, ahol azonban egyre több lakóház és üdülőépület is megjelenik.
A térség vízhálózatát kisebb patakok jellemzik, melyeket a Nagy-Koppány – amely maga is tulajdonképpen patak – gyűjti össze, és vezeti Regöly külterületén a Kaposba. A Kapos viszont Tamásitól északkeletre, Tolnanémedinél ömlik a Sióba. Tamási külterületén a vízfolyásokon számos mesterségesen felduzzasztott kisebb-nagyobb halastó található, főként a Gonozdi-patakon, a Szentmártoni patakon és a Cseringáti-patakon. A Regöly külterületén található Nagy-Koppány vizén felduzzasztott Pacsmagi-tórendszer északi nyúlványa Tamási külterületét is érinti.
Tamási erdősültsége csak 17%, (2181 hektár), azonban az erdők zöme a város déli részén összefüggő tömbben található, a Gyulaji erdőség részeként.

### Megközelítése
Megközelíthető a Dunaföldvár–Nagykanizsa közti 61-es főúton, illetve az azt itt keresztező (Szekszárdot Siófokkal összekötő) 65-ös főúton. Közigazgatási területének északi peremét egy rövid szakaszon érinti a Simontornya–Iregszemcse közti 6407-es út is, erről leágazva érhető el egy önkormányzati úton Kecsegepuszta külterületi településrésze.
Említést érdemel még itt a Nagykónyi–Iregszemcse közti 651-es főút, amely nem érinti ugyan Tamási területét, de azáltal, hogy a várost elkerülő, rövidebb alternatív útvonalat kínál a Dombóvár–Siófok között közlekedők számára, szerepe van Tamási tehermentesítésében.
Vasúton nem érhető el, mert a Keszőhidegkút-Gyönk–Tamási-vasútvonalon 1990. április 2-án, a Dombóvár–Lepsény-vasútvonalon pedig 1990. április 2. és 1999. június 26. között szakaszosan megszűnt a személyszállítás.

## Története

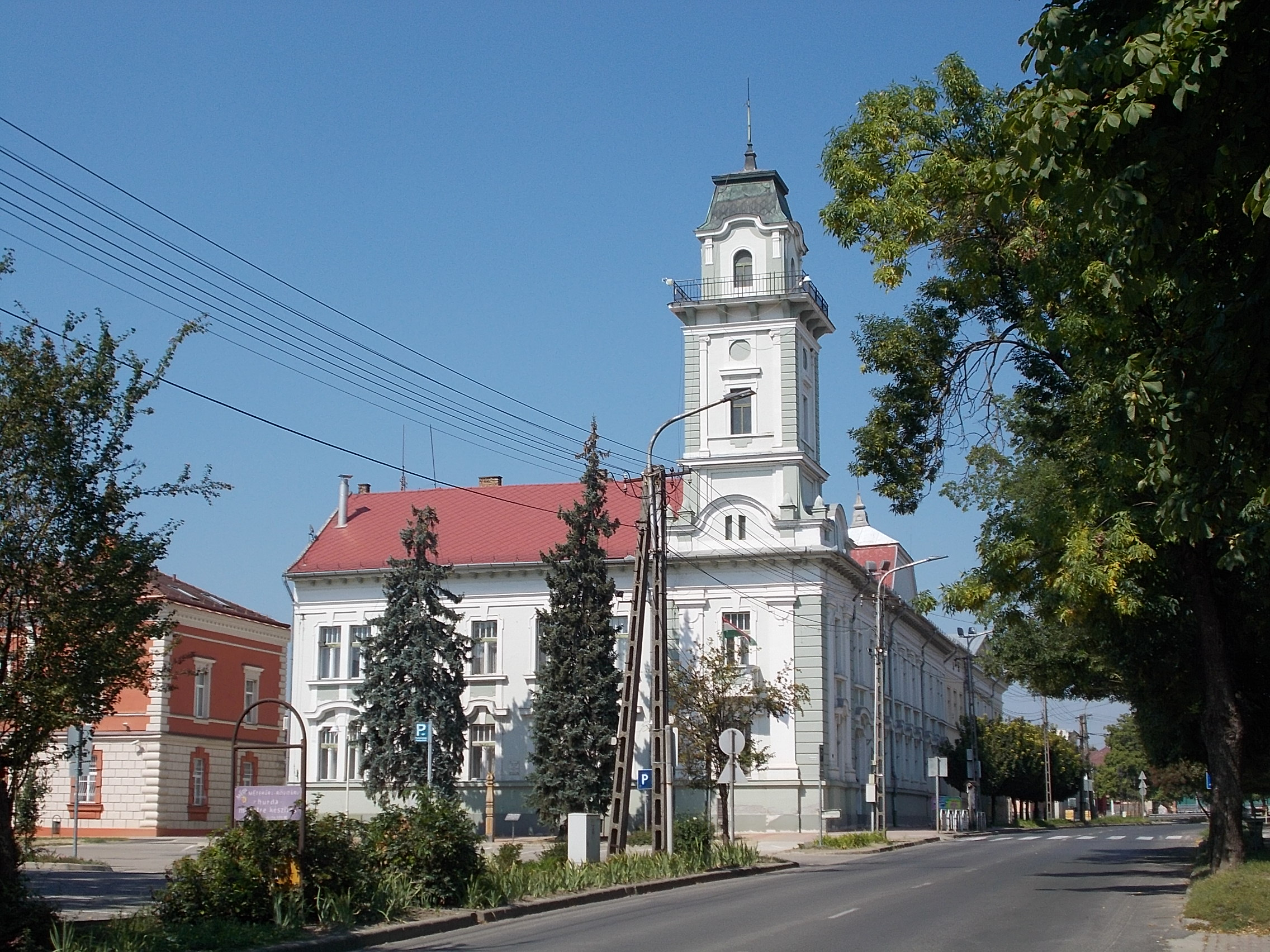
A tamási városháza

E vidék már az őskorban is (bronz- és vaskor) az átlagosnál intenzívebben lakott volt. Ezt azok a 3700 éves bronzkori leletek is bizonyítják, melyet a Várhegyen találtak. A régészeti leletek tanúsága alapján a rómaiak korában uradalmi központ jellegű település állhatott errefelé.
A középkorban Tamási főúri birtokközpont volt várkastéllyal, és Tolna vármegye egyik jelentős mezővárosává fejlődött.
Tamási mai közigazgatási területén a középkorban hét falu állott fenn. A török terjeszkedés az elsők között pusztította el Tolna vármegye vidékét. A település a török hódoltság alatt kisebb jelentőségű török várral rendelkezett.
A hódoltság után Tamási ismét városias fejlődésnek indult, a környező vidék vásár-központja lett. A település 1730-ban már mezővárosként szerepelt az összeírásokban. A Dél-Dunántúlon a meggyérült lakosság miatt német bevándorlókat telepítettek le, akiknek köszönhetően a térség mezőgazdasága felvirágzott. A német ajkú népesség egy része elmagyarosodott, más része viszont évszázadokon át megőrizte nemzeti kultúráját.
A 19. század végi fejlődés csak részlegesen érintette Tamásit, mivel a vasúti fővonalak elkerülték, miközben akkoriban gyorsult fel például Dombóvár és Bátaszék városias fejlődése. Tamásiban csak helyi jellegű, és főként a mezőgazdasághoz kapcsolódó ipar fejlődött ki. A járási székhely szerepkör hatására fontos igazgatási intézmények települtek ide.
A város fejlődése a két világháború között lelassult, ezt a város építészeti arculata is tükrözi. Az 1960-as évektől a szocialista vidékfejlesztés idején Tamási új közintézményekkel, lakóteleppel és új ipari üzemekkel bővült, melynek következtében 1984-ben városi címet nyert. Címerét Würtz Ádám rajzolta meg.

## Közélete

### Polgármesterei
- 1990–1994: Dr. Deák Gábor (nem ismert)[4]
- 1994–1998: Fellinger Károlyné (független)[5]
- 1998–2002: Hajdics József (független)[6]
- 2002–2006: Hajdics József (MSZP)[7]
- 2006–2010: Ribányi József (Fidesz–KDNP–MDF)[8]
- 2010–2014: Ribányi József (Fidesz–KDNP)[9]
- 2014–2019: Porga Ferenc (Fidesz–KDNP)[10]
- 2019–2024: Porga Ferenc (Fidesz–KDNP)[11]
- 2024– : Porga Ferenc (Fidesz–KDNP)[1]

## Népesség
A település népességének változása:
| Lakosok száma | 8345 | 8209 | 7986 | 7804 | 7637 | 7591 | 7486 |
|               | 2013 | 2014 | 2018 | 2021 | 2022 | 2023 | 2024 |

A 2011-es népszámlálás során a lakosok 84,1%-a magyarnak, 3,8% cigánynak, 3,3% németnek mondta magát (15,7% nem nyilatkozott; a kettős identitások miatt a végösszeg nagyobb lehet 100%-nál). A vallási megoszlás a következő volt: római katolikus 53%, református 3,4%, evangélikus 1,2%, görögkatolikus 0,2%, felekezeten kívüli 15,6% (25,6% nem nyilatkozott).
2022-ben a lakosság 91,3%-a vallotta magát magyarnak, 2,9% németnek, 2,6% cigánynak, 0,1-0,1% lengyelnek, bolgárnak, románnak és horvátnak, 1,7% egyéb, nem hazai nemzetiségűnek (8,4% nem nyilatkozott; a kettős identitások miatt a végösszeg nagyobb lehet 100%-nál). Vallásuk szerint 38% volt római katolikus, 2,9% református, 1% evangélikus, 0,2% görögkatolikus, 0,1% ortodox, 0,9% egyéb keresztény, 1,2% egyéb katolikus, 15,8% felekezeten kívüli (39,9% nem válaszolt).

## Gazdaság
Tamási kedvező mezőgazdasági adottságú területen fekszik, ahol az agrár-gazdálkodás nagy múltra tekint vissza. A városban a rendszerváltásig eredményesen működött a termelőszövetkezet és az Állami Gazdaság. Azután a földterületek és a mezőgazdasági üzemek is mind magántulajdonba kerültek. A földnek mintegy 10%-a, emellett a nagyobb mezőgazdasági üzemek egy része (Központi major, Cseringátpuszta, Fornád, Adojánpuszta, Leokádipuszta) külföldi (német) érdekeltségű vállalkozások (Donauland, Tolnaland) kezébe kerültek. Jelenleg Tamásiban 9 mezőgazdasági kft., 2 bt. és 3 gazdaszövetkezet működik. 100 ha feletti területen mintegy 20 egyéni és társas vállalkozás tevékenykedik.
A privatizáció nyomán nemcsak a gazdálkodó egységek felaprózódása következett be, hanem a legnagyobb baj az, hogy a mezőgazdasági vertikum is szétesett. A növénytermesztés vetésforgója, a takarmánytermelés, az állattartás, a trágyázás szorosan összefüggenek, viszont a kis területen gazdálkodó, illetve állatot nem tartó üzemeknél ezen egymásra-épülés megszűnik, monokultúrák alakulnak ki, ami a talajpusztulás fokozódásához vezet. További gond a kisüzemeknél a gépkapacitások hiánya, másutt feleslege, kihasználhatatlansága. A kistermelők kiszolgáltatott helyzetben vannak a terménytárolás, szárítás és értékesítés terén is.
A térségben a gabonafélék fő felvásárlója az Agrograin Rt. hőgyészi telepe, valamint a Concordia Állami Közraktár Tamásiban. Időnként a Kiskun-Mill Tamási üzeme is részt vesz a felvásárlásban. Az olajosmagvak egyetlen hazai feldolgozója Martfűn található, így monopolhelyzete miatt a felvásárlási árak rendkívül alacsonyak. A cukorrépa potenciális vevője a kaposvári cukorgyár.
A kedvezőtlen piaci körülmények miatt az állattenyésztés volumene drasztikusan visszaesett, a háztáji állattartás pedig gyakorlatilag szinte megszűnt. Nagyobb állattartó majorok működnek Fornádon (tehenészet), Kecsegén (pulyka), Leokádiapusztán (sertés). Kisebb sertéstelep működik Szemcsepusztán, ugyanitt több vállalkozó tart kisebb számban lovakat is. Cseringátpuszta és Adorjánpuszta telepein az istállók üresen (r)omladoznak. Jelentős a térségben a halászat, Tamási halastavain 9 vállalkozás működik.
A város jelentős szőlő- és gyümölcstermesztési hagyományokkal rendelkezik, minthogy a Tolnai borvidék Tamási körzetében fekszik. A legelterjedtebb helyi szőlőfajta az olaszrizling. Korábban a termelőszövetkezet Tuskóson nagyüzemi szőlőültetvényt is telepített és borfeldolgozó üzemet létesített. Tamásiban 530 szőlőskert található, a nagyobb termelők hegyközségbe tömörültek, ennek jelenleg 183 tagja van. A szőlő termőterületek csökkenőben vannak, mivel nehéz a szőlő és a bor értékesítése, a fiatalokban kevesebb a hajlandóság a szőlőmegmunkálásra, és végül a szőlőhegyeken egyre több lakóház és üdülőtelek jelenik meg, csökkentve a szőlővidék területét. A szőlőskerteket jelentős vadkár is sújtja.
Az erdőgazdálkodás elsősorban a Gyulaj Erdészeti és Vadászati Zrt. Tamási Erdészete keretében folyik. Az erdőgazdaság 23 ezer hektáron gazdálkodik, ebből Tamási területén 1695 hektáron érdekelt. Tamási területén ezenkívül még 496 ha magánerdő található. Az állami erdők a város közigazgatási területének délnyugati részén találhatók, a Gyulaji vadrezervátum részeként, mely Tamásin kívül nagyobbrészt gyulaji, kocsolai és regölyi területeken fekszik. Az állami erdők zöme cseres-tölgyes, és kiemelkedő nevezetessége a világhírű dámvadállomány. A magánerdők zöme akác, kevés nemes nyár.
A térségben, sőt az egész megye területén hiányzik a fafeldolgozó-ipar, egy-két kisebb fűrészüzemet leszámítva. A kitermelt fák többségét ezért nagy távolságokra szállítják, és elesnek a fafeldolgozásból kitermelhető plusz jövedelemtől is.
A helyi élelmiszer-feldolgozó ipar hiányos szerkezetű és szűk kapacitású a térség mezőgazdasági termékeinek feldolgozásához. A Dámtej Kft. tejüzeme az egyetlen jelentős élelmiszeripari üzem, amelynek vezetése jelenleg éppen Tamási üzemének áttelepítését fontolgatja, ami a helyi foglalkoztatásra újabb csapást jelentene. Tamásiban két kisebb húsüzem működött. A helyben termelt hús többségét legközelebb Szekszárd és Kaposvár húskombinátjaiban lehet feldolgozni.

## Nevezetességek
- Tamási termálfürdő: A város legfőbb nevezetessége a Várhegy alatti termálfürdő, ami Tolna vármegye jelentős fürdőhelyeinek egyike. Kútját 1967–69 között fúrták 2272 méteres talpmélységig, vize 53 °C-on tör fel, a medencékben 36–38 Celsius-fokos. Hét medence várja az üdülni vágyókat. A strand területén több gyógy- és wellness-szolgáltatás üzemel. Igen magas a víz só-, klorid-, hidrogén-karbonát-, bróm-, fluor- és jódtartalma. Emiatt alkalmas végtagízületi porckopás, degeneratív elváltozások, gerinc- és csípőízületi porckopás kezelésre és nőgyógyászati bántalmak ápolására. A fürdő önkormányzati tulajdonban van. 2011-ben újították fel.
- Esterházy-vadászkastély (18. század)
- Vadászmúzeum
- Tamási régészeti leletei között megtaláltató a római kori Minerva-szobor, ami jelenleg szekszárdi múzeumban van kiállítva.
- I. Lipót magyar király katonai hadjáratai során Tamási kővárát is támadta.
- Nevezetes vadászerdejéhez, a tamási vadasparkhoz a kontinens sok részéről érkeztek bérvadászatra.
- Az 1775-ben emelt Miklósvárat 1819-ben átépítették.
- A gótikus művészeti stílusú Rozália-kápolnának szentélyét 1542-ben készítették. Bővítették barokk és romantikus stílusú részekkel. Szobrok kerültek a homlokzatfülkékbe a római katolikus templomban.
- A Rozália-kápolna (Barokk stílusú, más néven Kálvária-kápolna gótikus szentélye 1542-ből való. Többször átépítették: a 18. században barokk, majd 1896-ban romantikus stílusban, berendezése viszont maradt az eredeti barokk.)
- Római katolikus templom (Szent István uralkodásának második felében került sor a templom építésének megkezdésére. Védőszentül Szent Tamás apostolt kapta. Kétszeri átépítésen ment keresztül, ezek alkalmával megváltozott a patrónusa, és Szent István képe került a főoltárra, a korábbi védőszent képe egyik mellékoltárra került.)
- Gyulaji erdő
- Pacsmagi természetvédelmi terület – madárvilág
- DámPont Ökoturisztikai Látogatóközpont - a Vadaspark szélén található látogatóközpontban nemcsak az Esterházyak híres vadaskertjéről, hanem a város múltjáról is számos érdekességet megtudhatunk.

## Híres tamásiak
- Cselle Lajos színész, rendező, színházigazgató (Tamási, 1896. február 29. – Buenos Aires, 1957. május 25.)
- Cser László jezsuita költő, 1914. december 16-án született. 1933-ban lépett a jezsuita rendbe; 1939-ben saját kérésére a kínai magyar misszióba (Támingba) küldték. A teológiát Sanghajban végezte, 1945-ben szentelték pappá. Rengeteget írt; jó néhány kötete nyomtatásban is megjelent. Egy helyütt „napló-költészet”-ként jellemezte a sajátját, ami „a pillanat, az idő és az időtlen játéka, sugallata, megélése”. New Yorkban, 2004. április 6-án halt meg.
- Csuhaj Tünde tojásdíszítő keramikus 1954-ben született. A Pécsi Művészeti Szakközépiskolában kerámia szakon végezett. Tojásdíszítéssel 1990 óta foglalkozik. Liba-, hattyú-, emu-, nandu- és strucctojásokat díszít maratott, fúrt, festett technikával. Hollandiában 2000-ben és 2001-ben és Franciaországban 2003-ban kiállítási első díjat kapott.
- Csallány Gábor (Tamási, 1871. május 10. – Budapest, 1945. január 31.) magyar régész, múzeumalapító igazgató.
- Dávid Ibolya politikus, 1954. augusztus 12-én született Baján. Az általános és középiskolát ott végezte, 1972-ben érettségizett a Tóth Kálmán Gimnáziumban. Ezt követően három évig bedolgozó. 1975-től a Pécsi Tudományegyetem Állam- és Jogtudományi Karának hallgatója, 1981-ben szerzett jogi oklevelet. A Szekszárdi Ügyvédi Kamara ügyvédjelöltjeként került Tamásiba. 1985-től, miután letette az ügyvédi szakvizsgát, a Tamási Ügyvédi Munkaközösség ügyvédje. 1990. július 15-étől főállású képviselő, ügyvédi tevékenységét szünetelteti. 1989. január óta tagja a Magyar Demokrata Fórumnak.
- Gőgös Ignác (Tamási, 1893 májusa – Tamási, 1929. július 30.) asztalos, pártmunkás.
- Könnyü László térképész, tanár, költő, író, publicista és irodalomszervező 1914. február 28-án született Tamásin. 1936-ban a perecsei, 1936–1937-ben a baracsi, 1937–1940-ben az újiregi, 1940–1942-ben a jászberényi állami iskolákban, 1942-től 1944-ig a nagykátai állami polgári iskolában tanított. Magyarországon több kötet verse, regénye, színműve jelent meg. Betegsége miatt 1973-ban nyugalomba vonult, 1992-ben bekövetkezett haláláig irodalommal és művészetekkel foglalkozott.
- Lill János hajógépész, nyilaspárti országgyűlési képviselő (1899-?) a városban született.
- Lippai Tamás festőművész (1946–1990)
- Osvárt Andrea színésznő (1979)
- Túrmezei Erzsébet költőnő
- Würtz Ádám festőművész (1927–1994), 1953-ban végzett a Főiskolán, Hincz Gyula, Bortnyik Sándor, Pór Bertalan, Koffán Károly osztályában.

## Képgaléria

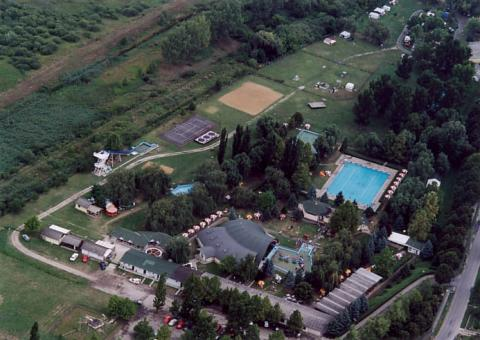
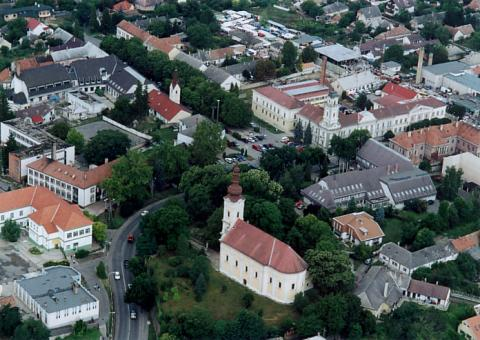
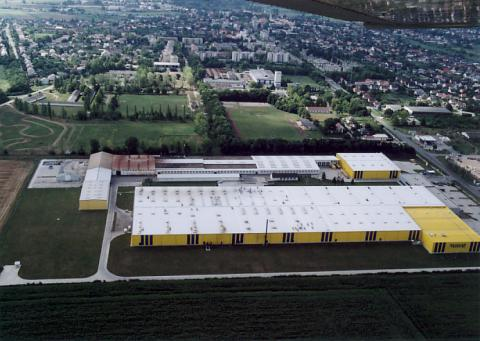
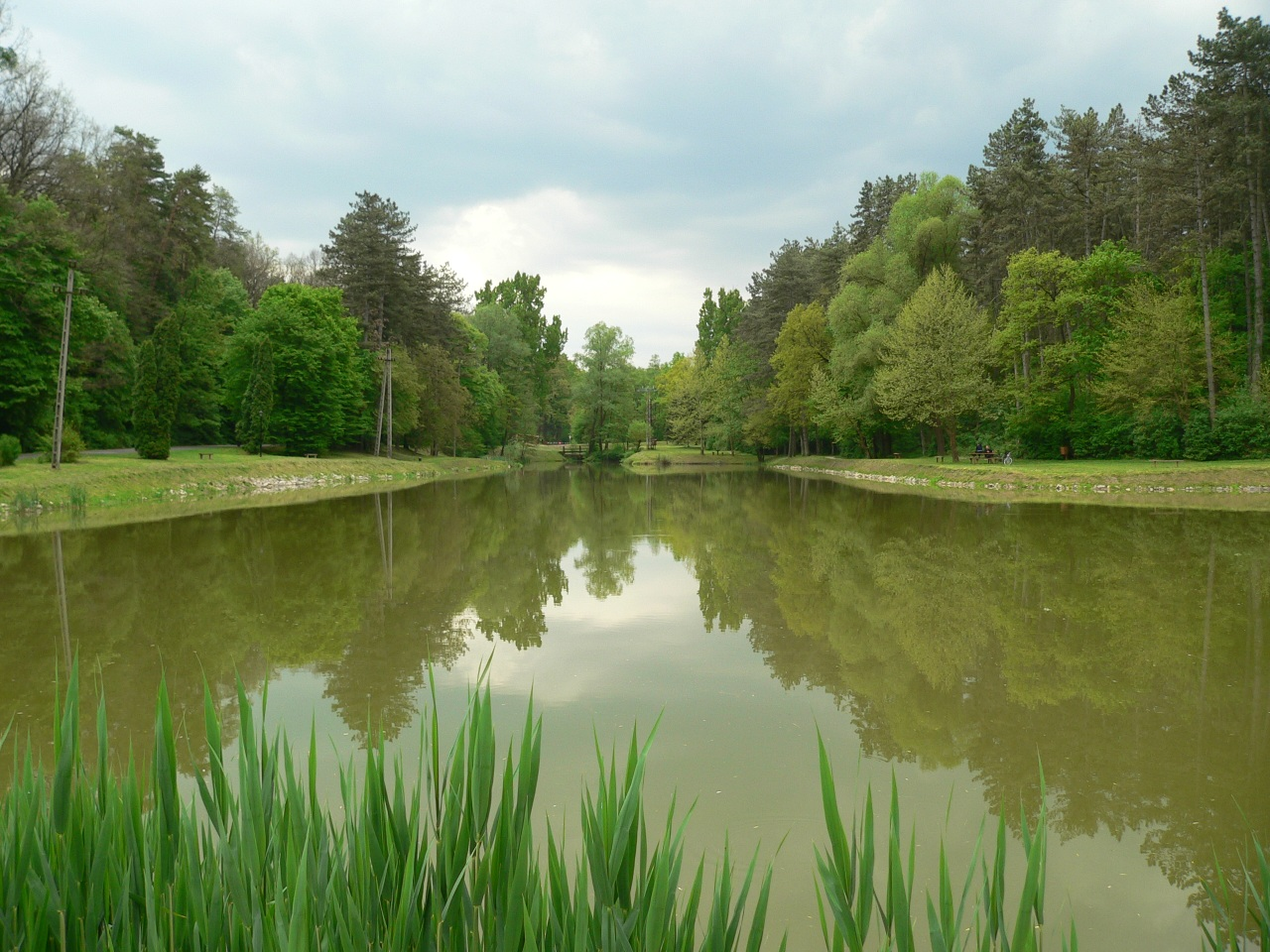